# クイーンモード山脈
クイーンモード山脈（クイーンモードさんみゃく、クイーンマウド山脈とも、英: Queen Maud Range）は、南極大陸のロス海最奥部にある山脈である。ビクトリアランドから続く南極横断山脈の一部。最高峰はウェイド山 (Mount Wade) の 4,083 m。この山は沿岸に聳えているが、海にはロス棚氷が厚く覆っており、融けることはない。山脈の名称は、ノルウェーのモード女王から付けられた。